# 新的社会阶层人士
新的社会阶层人士是中国共产党的政治术语，是统战的12个方面对象之一，一般与无党派人士、党外知识分子并列。

## 简介
2016年，中央统战部成立了负责新的社会阶层人士工作的职能部门。
2020年12月发布的《中国共产党统一战线工作条例》把新的社会阶层人士作为统一战线成员的单独一个方面。
习近平在2022年7月29日至30日中央统战工作会议上说，“必须做好党外知识分子和新的社会阶层人士统战工作”。

## 分类
“新的社会阶层人士”主要包括四大群体：
- 私营企业和外资企业的管理人员和技术人员
- 社会组织从业人员
- 自由职业人员
- 新媒体从业人员

据2021年调查统计，全国新的社会阶层人士总体数量约为9100万人，比2016年增加了约1900万，5年增幅达26.3%。